# Hegyi Lipót
Hegyi Lipót (álneve: Guggenberger Lipót) (?, 1829? – Saint Louis?, Missouri, 1904) magyar, olasz és amerikai szabadságharcos, az osztrák seregben főhadnagy.

## Élete
Részt vett az 1848-49-es magyar szabadságharcban, a világosi fegyverletétel után többször indítottak ellene haditörvényszéki eljárást, végül 12 évre besorozták az osztrák seregbe, 1861-ben így is a főhadnagyságig vitte. 1861-ben megszökött, s Milánóba ment, az itáliai Magyar Légió toborzó irodájába, a Légió első bomlása után áthajózott Amerikába és harcolt az amerikai polgárháborúban az északiak oldalán, az amerikai polgárháború végén kérte felvételét az amerikai seregbe, 1872-ben még aktív katonai szolgálatban volt Saint Louis-ban.